# اسفرومتر

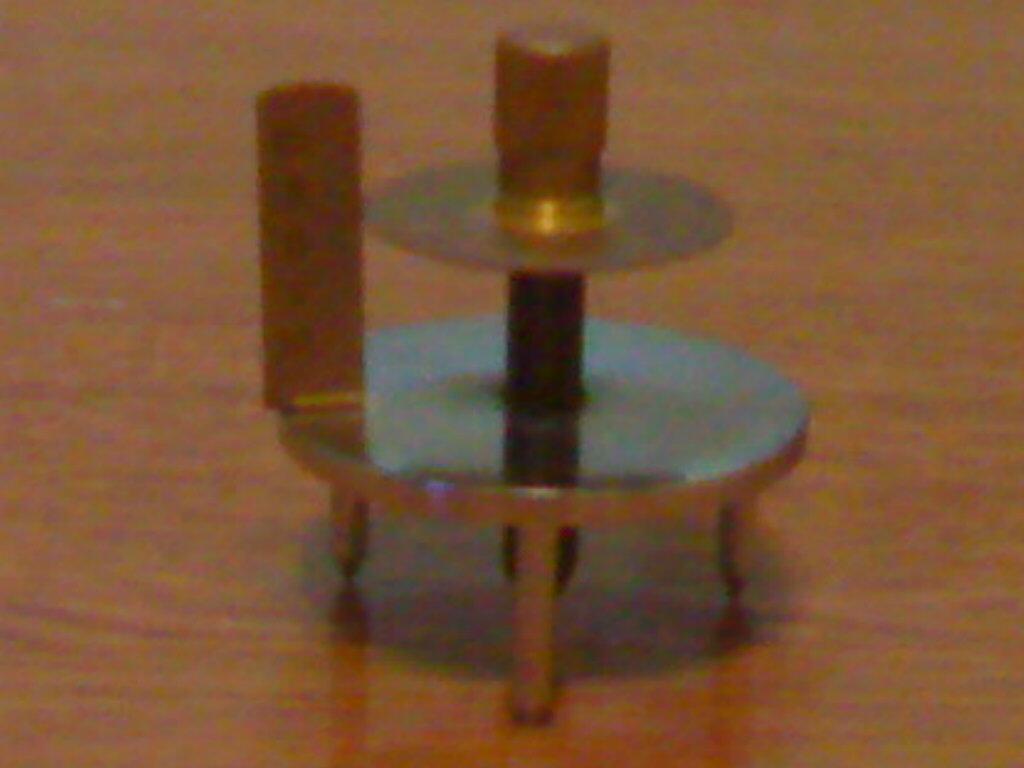
اسفرومتر معمولی

اسفرومتر، گوی‌سنج یا خم‌سنج دستگاهی برای اندازه‌گیری دقیق شعاع کره است.
عینک‌سازان نیز این ابزار مهندسی را برای اندازه‌گیری انحنای سطح لنز بسیار به کار می‌برند.
یک اسفرومتر معمولی دربرگیرنده‌ی یک پیچ ریز است که روی مهره‌ای که در مرکز یک میز سه‌پایه یا بدنه است، قرار دارد. پایه‌های بدنه رئس‌های یک مثلث متساوی اضلاع است. انتهای پایینی پیچ و همهٔ پایه‌های میز مخروطی اند و به یک نیم کره ختم می‌شوند، به طوری که هر یک روی یک نقطه استوار است. اگر پیچ دو دور رزوه به میلیمتر داشته باشد سر به پنجاه قسمت مساوی تقسیم شده است. بنابراین اختلاف ۰٫۰۱ میلیمتر می‌تواند بدون استفاده از درجه بندی جزئی اندازه‌گیری شود. با وجود این ممکن است یک لنز برای بزرگ کردن تقسیم بندی درجات نصب شده باشد. یک خط کش عمودی به میز نصب شده است که تعداد کل گردش‌های پیچ را نشان می‌دهد و به عنوان یک شاخص برای خواندن تقسیم بندی‌های سر عمل می‌کند.
یک اهرم تماسی یا تنظیم تماس الکتریکی ممکن است به منظور نشان دادن لحظه تماس برای دقت بالاتر به اسفرومتر اضافه شده باشد. برای اندازه‌گیری شعاع کره - به عنوان مثال انحنای لنز – اسفرومتر تراز و عدد مربوطه خوانده می‌شود، بعد روی کره قرار می‌گیرد، تا جایی که ۴ نقطه تحت فشار برابر باشند، تنظیم می‌شود و دوباره عدد خوانده می‌شود. اختلاف دو عدد خوانده شده ضخامت کره بریده شده با صفحهٔ گذرا از سه‌پایه را بدست می‌دهد. به این فاصله h گفته می‌شود، و فاصله بین پایهٔ a و شعاع R از فرمول زیر به دست می‌آید:
{\displaystyle R=\left({\frac {a^{2}+3h^{2}}{6h}}\right)}

## کاربر دهای متناوب
از آن جایی که اسفرومتر نوعی ریز سنج است، می‌تواند برای اهداف دیگری جز اندازه‌گیری انحنای یک سطح خاص به کار گرفته شود. برای مثال اسفرو متر می‌تواند برای اندازه‌گیری ضخامت یک ورق نازک استفاده شود. برای انجام این کار وسیلهٔ اندازه‌گیری روی یک سطح کاملاً صاف قرار می‌گیرد و پیچ فقط تا زمانی که نقطه مورد نظر با صفحه تماس پیدا کند پیچیده می‌شود. لحظهٔ دقیق تماس زمان کاهش ناگهانی مقاومت به دنبال افزایش قابل توجه آن تعریف می‌شود. اعداد سر اسفرومتر و خط کش خوانده می‌شوند و پیچ بالا کشیده می‌شود، ورقه نازک زیر آن قرار داده می‌شود و این پروسه دوباره تکرار می‌شود. اختلاف دو عدد خوانده شده ضخامت مجهول را نشان می‌دهد.
به طور مشابه این وسیله می‌تواند فرورفتگی یک صفحه غیر مسطح را اندازه‌گیری کند. روش کار مانند اندازه‌گیری ضخامت صفحه است فقط میکرومتر بالای فرو رفتگی قرار می‌گیرد و زیر سطح به جای بالای آن اندازه‌گیری می‌شود.
این نوع ابزار در بازرسی لوله ابزار میدان نفتی برای چاله‌های دارای سطح فلزی، شکستگی و گردی آن‌ها قبل از حمل به سایت‌های حفاری برای چاه‌ها ی اکتشافی بسیار متداول است. پروسه‌های بازرسی برای حذف لوله ابزار ضعیف طراحی شده‌اند، بنا براین لوله‌ها حین حفاری نمی‌شکند. لوله ابزار با ضخامت بیشتر از ۱ اینچ برای یک لوله با قطر ۴ اینچ از فولاد سخت شده مناسب است. ابزارهای الکترونیکی مشابه با اسفرومتر از لحاظ طراحی برای بازرسی پوشش، لوله ومته در دستگاه‌ها کاربرد دارند. اندازه‌گیری معادل در فیزیک نورباید برای یک استوانه یا لنز با یک جز استوانه‌ای دارای یک محور نوری باشد جایی که یک صفحه در طول لنز یک محیط بیضی شکل ایجاد می‌کند.